# 賈斯汀·吉梅爾斯托布
賈斯汀·吉梅爾斯托布（英語：Justin Gimelstob，1977年1月26日—）是一位已退役的美國職業網球運動員。於1996年轉為職業選手。他的最高世界排名為63位。
吉梅爾斯托布在1998年與維納斯·威廉絲合作曾獲得澳洲公開賽與法國公開賽混合雙打冠軍，在單打方面曾擊敗安德烈·阿加西、皮特·科達、亞歷克斯·克雷特加、帕特里克·拉夫特、古斯塔沃·库尔滕等等名將。
吉梅爾斯托布曾居住在Morristown, New Jersey，後來2009年移居到聖莫尼卡。

## 外部連結
- 賈斯汀·吉梅爾斯托布（英文/西班牙文）的官方資料
- 賈斯汀·吉梅爾斯托布的國際網球總會 職業／青少年 官方資料（英文）
- 賈斯汀·吉梅爾斯托布的官方資料（英文）